# Бунчиков Віталій Вікторович
Віта́лій Ві́кторович Бу́нчиков (* 1972) — солдат Збройних сил України, учасник російсько-української війни.

## Короткий життєпис
Відслужив строкову службу у ВПВ СРСР. Працював оглядачем вагонів у П'ятихатському депо. Організував незалежну профспілку. Учасник Майдану та Революції Гідності.
Доброволець, документи не приймали, ходив, не чекаючи рішення. Кулеметник батальйону «Кривбас». Під час короткотермінової відпустки обмовився, що в жодному випадку живим до полону не потрапить.
З танкістами 51-ї бригади прикривав правий фланг українських військ у Іловайську. 25 серпня почався обстріл російсько-терористичними військами з «Градів», до 100 чоловік з 51-ї загинуло, до 50 потрапили в полон. Залишки «кривбасівців» та 51-ї виходили до розстрілу впритул колоною, по тому — малими групами.
Особисто бачив російських військових, які їх пропустили з опущеними очима, а через 10 км почали обстріл з усіх сторін. Важкопоранений, майже 6 діб пробивався через окуповану територію до розташування українських підрозділів. При виході з оточення його «УАЗ» розстрілювали терористи впритул. На очах Бунчикова загинули товариші, яких він знав особисто і яких не знав. Більшу частину цього шляху Віталій проповз. Автоматна куля пройшла навиліт — з-під правого ока, вийшла під вухом. Екіпаж МТ-ЛБ — всі поранені — йшов пішки — Совенко Валентин з важким переломом ноги, боєць «Дніпра-1» із відірваною ступнею. Під час пересування у Віталія відмовили ноги, благав поранених побратимів його не тягнути, аби самі вціліли. Мазур Володимир з батальйону «Херсон» зробив останню перев'язку.
Молився Богу, аби вказав шлях з оточення. Наступного дня здійнявся вітер, у його напрямку й поповз. Згодом загорілася стерня, під цим прикриттям ночами й повз. Вдень чув, як російські військовики дострілюють українських добровольців і військовослужбовців. Доповз до комишів, далі рухався по слідах диких кабанів.
У селі Петрівське люди дали їжу, далі біля залізничної колії дістався до Комсомольська, де місцевий лікар «порадив» здатися в російський полон. 2 вересня за всі гроші, що у нього лишилися, таксист провіз через окуповані території в Маріуполь. Під час вибирання маякував командиру — аби повідомити, що живий.
На підконтрольній українським військовим силам території таки подзвонив дружині. Розмова не вдалася — обидва плакали.
Лікувався в обласній лікарні ім. Мечникова — черепно-мозкова травма, забій головного мозку, перелом основи черепа, про одужання дбали також дружина Жанна й діти (молодший син Євген).

## Нагороди та вшанування
За особисту мужність і героїзм, виявлені у захисті державного суверенітету та територіальної цілісності України, вірність військовій присязі під час російсько-української війни, відзначений — нагороджений
- 27 червня 2015 року — орденом «За мужність» III ступеня.